# Olhos-d'Água
Olhos-d'Água est une municipalité brésilienne de l'État du Minas Gerais et la microrégion de Bocaiúva.